# Saint-Valery-en-Caux
Saint-Valery-en-Caux é uma comuna francesa na região administrativa da Normandia, no departamento de Sena Marítimo. Estende-se por uma área de 10,47 km². Em 2010 a comuna tinha 4 069 habitantes (densidade: 388,6 hab./km²).

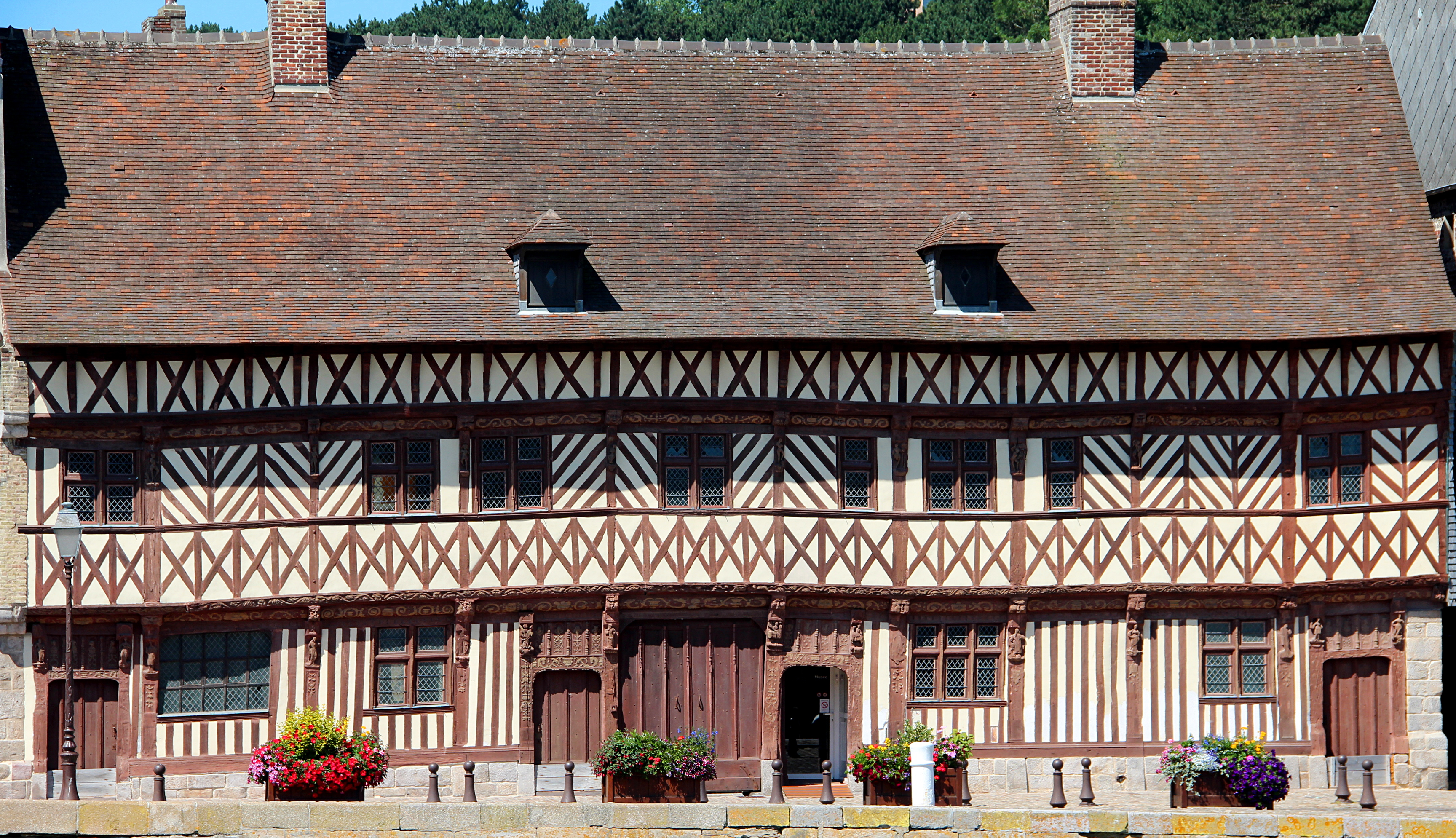
A casa chamada "Henry IV" (Século XVI).

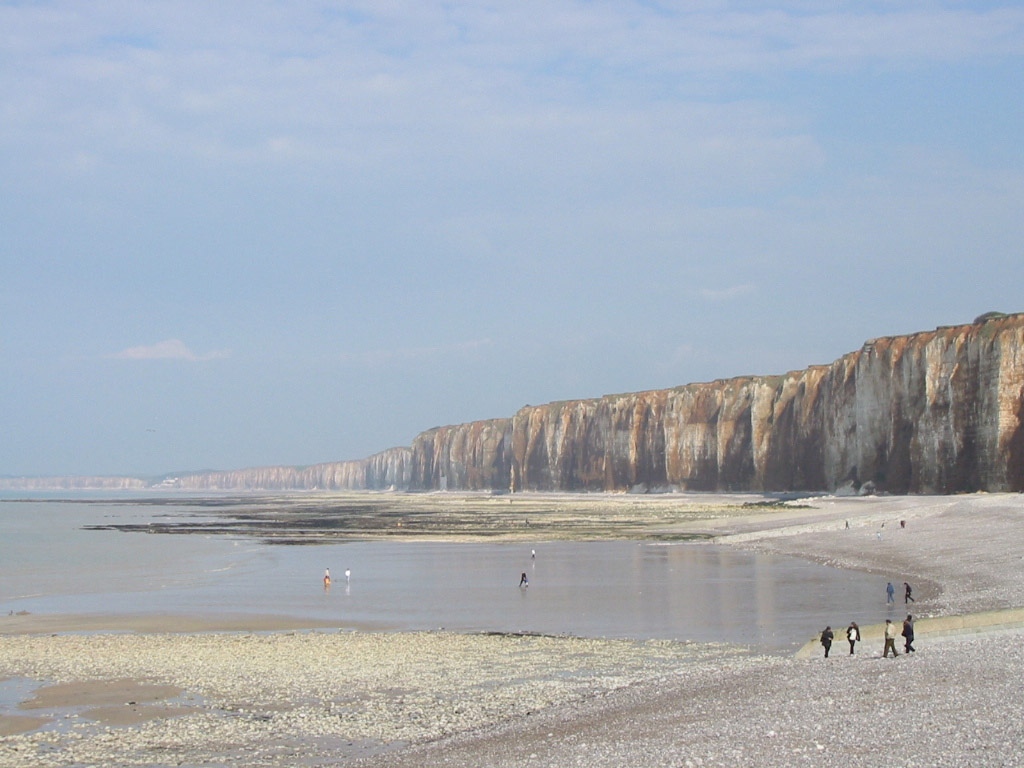
Praia de Saint-Valéry